# Hirmoneura orellanae
Hirmoneura orellanae är en tvåvingeart som beskrevs av Stuardo 1936. Hirmoneura orellanae ingår i släktet Hirmoneura och familjen Nemestrinidae. Inga underarter finns listade i Catalogue of Life.